# الحاج أحمد داي
الحاج أحمد هو داي الجزائر الذي حكم بين عامي 1695 و1698 . عمل على توطيد سلطة الداي في مواجهة الإنكشارية المتمردة وديوان الجزائر  بعد فترة من الفوضى حيث تم اغتيال الخاطبين يوم تعيينهم.
عقد باي تونس السلم مع الجزائر، لكن هذا السلم لم يدم طويلا